# Stichtse Vecht
Stichtse Vecht és un municipi de la província d'Utrecht, al centre dels Països Baixos, creat l'1 de gener de 2011. El maig de 2014, tenia 63.767 habitants repartits per una superfície de 106,82 km² (dels quals 10,20 km² corresponen a aigua).
Aquest nou municipi està conformat per la fusió dels antics municipis de Breukelen, Maarssen i Loenen.

## Centres de població

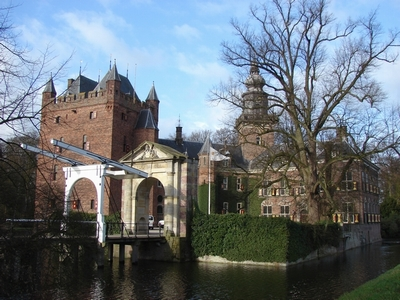
Castell de Nijenrode a Breukelen

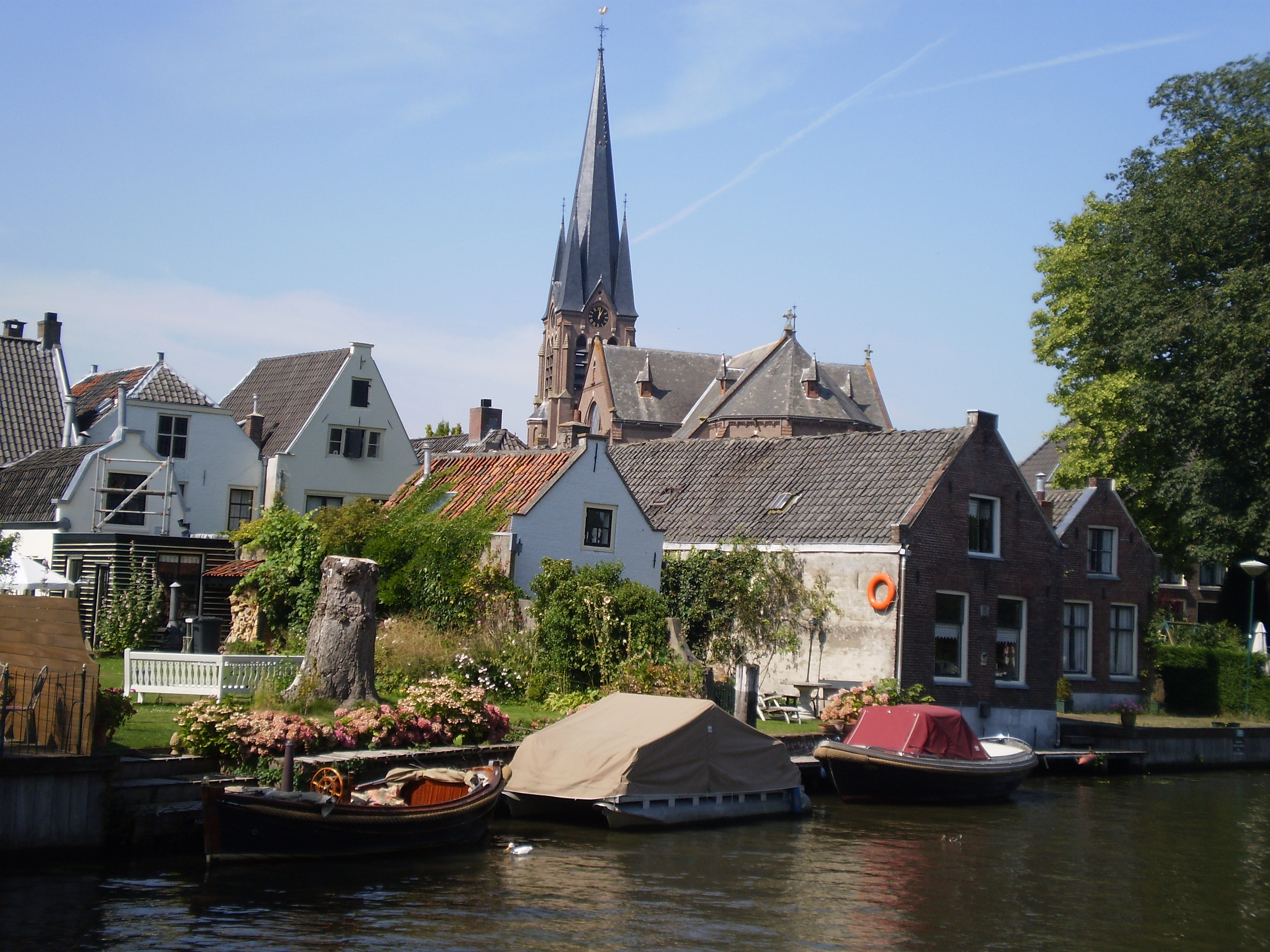
Vista de Breukelen

| Antic municipi de Breukelen: - Breukelen - Gieltjesdorp - Kockengen - Kortrijk - Laagnieuwkoop - Nieuwer-Ter-Aa - Noordeinde - Oud-Aa - Oukoop - Portengen - Portengense Brug - Scheendijk - Spengen - Zuideinde | Antic municipi de Loenen: - Loenen aan de Vecht - Loenersloot - Mijnden - Nieuwerhoek - Nieuwersluis - Nigtevecht - Vreeland | Antic municipi de Maarssen: - Maarssen - Maarssenbroek - Maarsseveen - Molenpolder - Oud-Maarsseveen - Oud-Zuilen - Tienhoven |